# Jorge Bogado
Jorge Domingo Bogado Pildayn (Asunción, 23 aprile 1930 – 24 dicembre 2006) è stato un cestista e allenatore di pallacanestro paraguaiano.

## Carriera
Con il Paraguay ha disputato i Campionati del mondo del 1954, segnando 52 punti in 5 partite.
Da allenatore ha guidato il Paraguay femminile alla medaglia d'oro nel Campionato sudamericano del 1962.